# 闪耀光栅
閃耀光柵也稱為小階梯光柵（來自法語「échelle」=梯子）是一種特殊類型的繞射光柵。它被優化以在給定的繞射級中實現最大的光栅效率。為此，最大光功率集中在所需的繞射級，而其它級（特別是第零級）的剩餘功率最小化。由於這種條件只能在一個波長下精確實現，因此指定了光栅針對哪個「閃耀波長」進行優化（或「銳化」）。達到最大效率的方向稱為「閃耀角」，是閃耀光栅的第三個關鍵特徵，直接取決於閃耀波長和繞射級。

## 閃耀角
與所有光栅一樣，閃耀光栅具有恆定的行距{\displaystyle d}，决定了光栅引起的波長分裂的大小。光栅線具有三角形鋸齒形橫截面，形成台階結構。台階相對於光栅表面以所謂的閃耀角{\displaystyle \theta _{B}}傾斜。因此，階躍法線和光栅法線之間的角度為{\displaystyle \theta _{B}}。
優化閃耀角度，以最大程度地提高所用光波長的效率。從描述性的角度來看，這意味著選擇{\displaystyle \theta _{B}}，使得在光栅處繞射的光束和在台階處反射的光束都偏轉到相同的方向。通常，閃耀光栅是以所謂的利特羅構形製造的。

## 利特羅構形

閃耀光栅處的繞射。一般情况用紅色射線表示；利特羅構形以藍色光線顯示。

利特羅構型是一種特殊的幾何形狀，其中選擇閃耀角以使繞射角和入射角相同。對於反射光栅，這意味著繞射光束被反向反射到入射光束的方向（圖中的藍色光束）。光束垂直於台階，因此平行於台階法線。因此，它在莉特羅構形{\displaystyle \alpha =\beta =\theta _{B}}中成立。所有其他幾何形狀都會產生光束的變形利特羅膨脹或壓縮。
光栅處的繞射角不受台階結構的影響。它們由線間距决定，可以根據光栅方程的面內版本進行計算：
{\displaystyle d\left(\sin {\alpha }+\sin {\beta }\right)=m\lambda }
此處：
{\displaystyle d} = 線間距，
{\displaystyle \alpha } =入射角，
{\displaystyle \beta } =繞射角（與{\displaystyle \alpha }方向相同的角度，這意味著如果{\displaystyle \alpha }為正，則上圖中紅色的{\displaystyle \beta }將帶有負號），
{\displaystyle m} = 繞射級（繞射階數），
{\displaystyle \lambda } = 入射光的波長。
對於利特羅構形，這變為{\displaystyle 2d\sin {\theta _{B}}=m\lambda }。通過求解{\displaystyle \theta _{B}}，可以計算出繞射級、波長和線間距的任意組合的閃耀角：
{\displaystyle \theta _{B}=\arcsin {\frac {m\lambda }{2d}}\ .}

## 閃耀透射光柵
閃耀光栅也可以實現為透射光栅。在這種情況下，選擇閃耀角，使所需繞射級的角度與光栅材料處的光束折射角度一致。

## 階梯光柵
閃耀光栅的一種特殊形式是「階梯光栅」，它的特徵是閃耀角特別大（>45°）。因此，光線照射到三角形光栅線的短支柱上，而不是長支柱上。階梯光栅大多以較大的線間距製造，但針對更高的繞射級進行了優化。
階梯光栅在行星發現天文學中很有用，並被成功用於HARP和PARAS（[PRL高級徑向速度全天蒐索]]）光譜儀。

## 外部連結
- Richardson Gratings, "Technical Note 11 - Determination of the Blaze Wavelength" (30 September 2012)
- Horiba Scientific, "Diffraction Gratings （页面存档备份，存于）" (30 September 2012)
- Shimadzu, "Blaze Wavelength （页面存档备份，存于）" (30 September 2012)
- Palmer, Christopher, Diffraction Grating Handbook, 8th edition, MKS Newport (2020).  （页面存档备份，存于）